# Pualas
Pualas è una municipalità di quinta classe delle Filippine, situata nella Provincia di Lanao del Sur, nella Regione Autonoma nel Mindanao Musulmano.
Pualas è formata da 23 baranggay:
- Badak
- Bantayan
- Basagad
- Bolinsong
- Boring
- Bualan
- Danugan
- Dapao
- Diamla
- Gadongan
- Ingud
- Linuk

- Lumbac
- Maligo
- Masao
- Notong
- Porug
- Romagondong
- Tambo (Pob.)
- Tamlang
- Tomarompong
- Tuka
- Yaran